# Michel Zitt
Michel Zitt (1947) es un informatólogo francés especializado en Bibliometría. Zitt demostró las carencias que tienen los indicadores bibliométricos para interpretar correctamente los estudios de la ciencia.

## Biografía
Michel Zitt estudió ingeniería, aunque se doctoró con una tesis sobre gestión de la ciencia.
En 1975 se incorporó al Instituto Nacional de Investigación Agrónomica (INRA) para realizar estudios de análisis cuantitativos de la ciencia desde un enfoque bibliométrico. Sin embargo, abandona el INRA en 1977 para trabajar en el laboratorio de Estudios e Investigación Económica (LERECO) de Angers-Nantes, trabajando en el campo de la cienciometría en colaboración con Elise Baasecoulard, su esposa. Además, desde 1991 también trabaja en al recién creado Observatorio de la Ciencia y Tecnología de París (OST), donde investigaría los indicadores de la ciencia.
Zitt demostró que los indicadores bibliométricos obtenidos, padecen dos problemas que adulteran la representación cuantitativa de la producción científica. El primero de ellos está relacionado con el diseño y cobertura de las bases de datos, es decir, las temáticas pueden variar de una base de datos a otra a pesar de tener información del mismo campo científico; los sesgos geográficos y lingüísticos son los más frecuentes. El segundo tiene que ver con las distintas metodologías bibliométricas empleadas. De esta combinación, se obtienen resultados diversos según el punto de vista. Uno de los ejes de investigación de Zitt ha sido el estudio del uso de cita que realizan los científicos (es decir, con qué criterios citan unos autores los trabajos científicos de otros) y la recepción estandarizada que éstos tienen en las diversas disciplinas científicas. Es por ello, que Zitt y Baasecoulard diseñaron modelos orientados hacia universidades y centros de investigación concretos con el fin de visualizar mejor la producción científica en la que trabajan. Así, por ejemplo, cargografíando léxico con redes de citas, se pueden desentrañar campos de investigación complejos y/o novedosos.
Michel Zitt ha publicado numerosos artículos y pertenece al consejo editorial de la revista Scientometrics.
En 2009 recibió la Medalla Derek de Solla Price junto al húngaro Péter Vinkler.